# Arsinoïtèrids
Els arsinoïtèrids (Arsinoitheriidae) són una família de mamífers de l'ordre extint dels embritòpodes. Se n'han trobat restes fòssils a l'Orient Pròxim, Àfrica, Àsia i Romania. En vida, tenien una gran semblança amb els rinoceronts d'avui en dia. Tanmateix, no estaven estretament relacionats amb els rinoceronts (ni amb cap altre perissodàctil), sinó que els seus parents més propers eren els damans, els elefants, els sirenis i els desmostils.